# Плопи (Васлуј)
Плопи (рум. Plopi) насеље је у Румунији у округу Васлуј у општини Бунешти Аверешти. Oпштина се налази на надморској висини од 183 m.

## Становништво
Према подацима из 2002. године у насељу је живело 356 становника, од којих су сви румунске националности.